# Kanton Marseille-Sainte-Marguerite
Der Kanton Marseille-Sainte-Marguerite war bis 2015 ein französischer Wahlkreis im Arrondissement Marseille, im Département Bouches-du-Rhône und in der Region Provence-Alpes-Côte d’Azur. Die landesweiten Änderungen in der Zusammensetzung der Kantone brachten im März 2015 seine Auflösung.
Er umfasste Teile des 9. Arrondissements von Marseille mit den Stadtteilen:

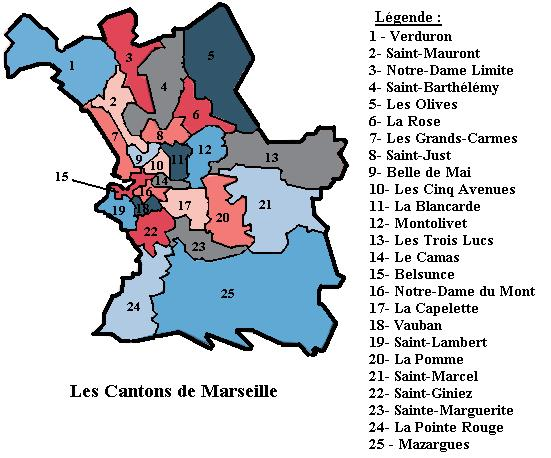
Kantone in Marseille bis zum Jahr 2015

- Le Cabot
- Campagne Ripper
- Coin-Joli
- Dromel
- La Pauline
- La Pugette
- La Rouvière
- Sainte-Marguerite
- Square Michelet
- Vallon de Toulouse